# Comuna Bolearovo, Iambol
Bolearovo (în bulgară Болярово) este o comună în regiunea Iambol, Bulgaria, formată din orașul Bolearovo și 19 sate. 

## Localități componente

### Orașe
- Bolearovo

### Sate
| - Dennița - Dăbovo - Goleamo Krușevo - Gorska Poleana - Iglika - Kamen Vrăh - Krainovo | - Malko Șarkovo - Mamarcevo - Oman - Popovo - Rujița - Sitovo | - Stefan Karadjovo - Strandja - Voden - Vălci Izvor - Zlatinița - Șarkovo |

## Demografie
Componența etnică a comunei Bolearovo
     Romi (13,6%)
     Bulgari (79,61%)
     Nicio identificare (5,33%)
     Altele (1,89%)
La recensământul din 2011, populația comunei Bolearovo era de 4.160 locuitori. Din punct de vedere etnic, majoritatea locuitorilor (79,61%) erau bulgari, cu o minoritate de romi (13,6%). Pentru 5,33% din locuitori nu este cunoscută apartenența etnică.